# Altona-Altstadt
|  | Per a altres significats, vegeu «Altona». |

Altona-Altstadt o Altona Ciutat Vella és una antiga ciutat danesa i actualment un barri (Stadtteil) de la ciutat estat d'Hamburg. Es troba a l'oest del centre d'Hamburg a Alemanya. És també el centre administratiu d'un districte amb el mateix nom Altona que comprèn catorze barris o antics municipis independents. A la fi del 2020 tenia 29.408 habitants a una superfície de 2.8 km².

## Etimologia

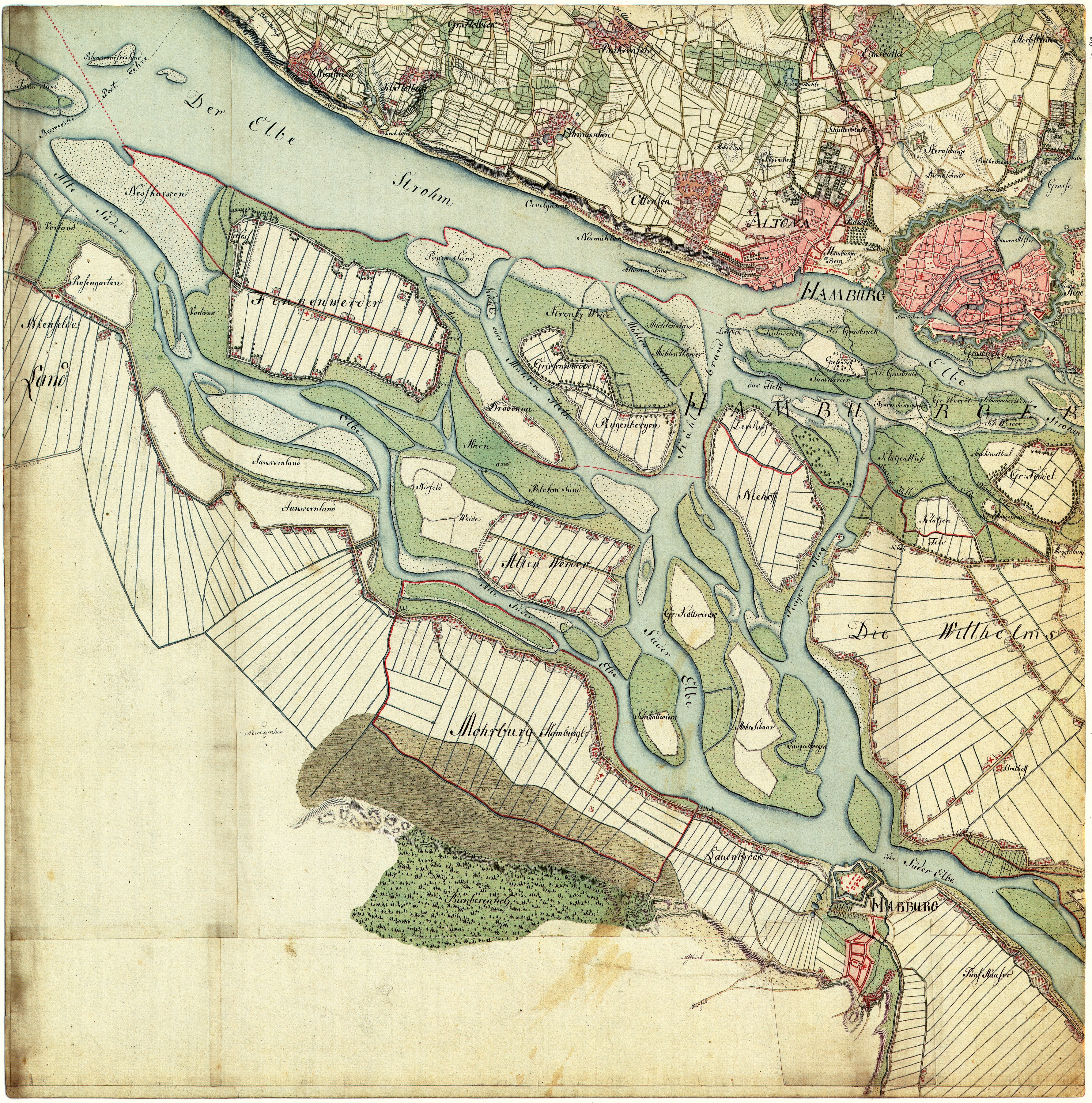
Altona al 1789 amb el curs de l'Altenau (Pepermöhlenbek) a la frontera amb Hamburg al mapa de Varendorf

Segons l'etimologia popular, el nom d'Altona vindria del baix alemany, la llengua popular abans de la imposició de l'alemany al segle xix «All to nah», que significa «bé massa prop» - un qualificatiu donat pels comerciants veïns d'Hamburg que temien la seva competència. Una etimologia més probable seria un afluent de l'Elba, avui desaparegut que es deia Altenawe o Altenau, també anomenat Pepermöhlenbek, que és clarament visible en mapes antics.

## Història

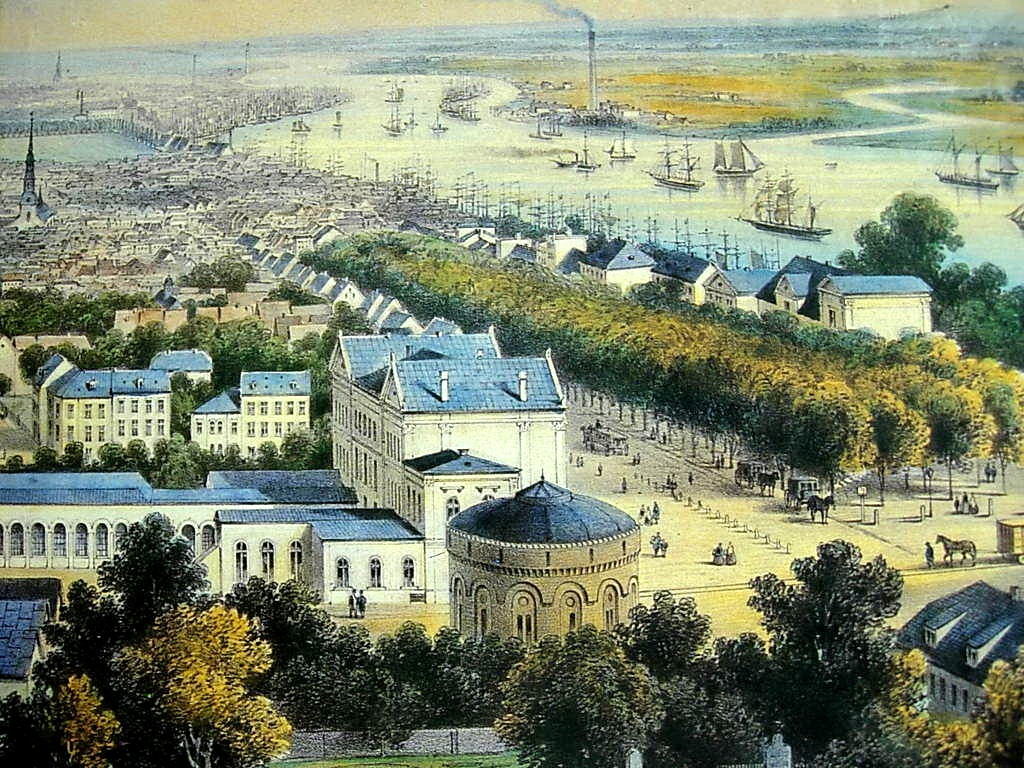
Altona el 1850

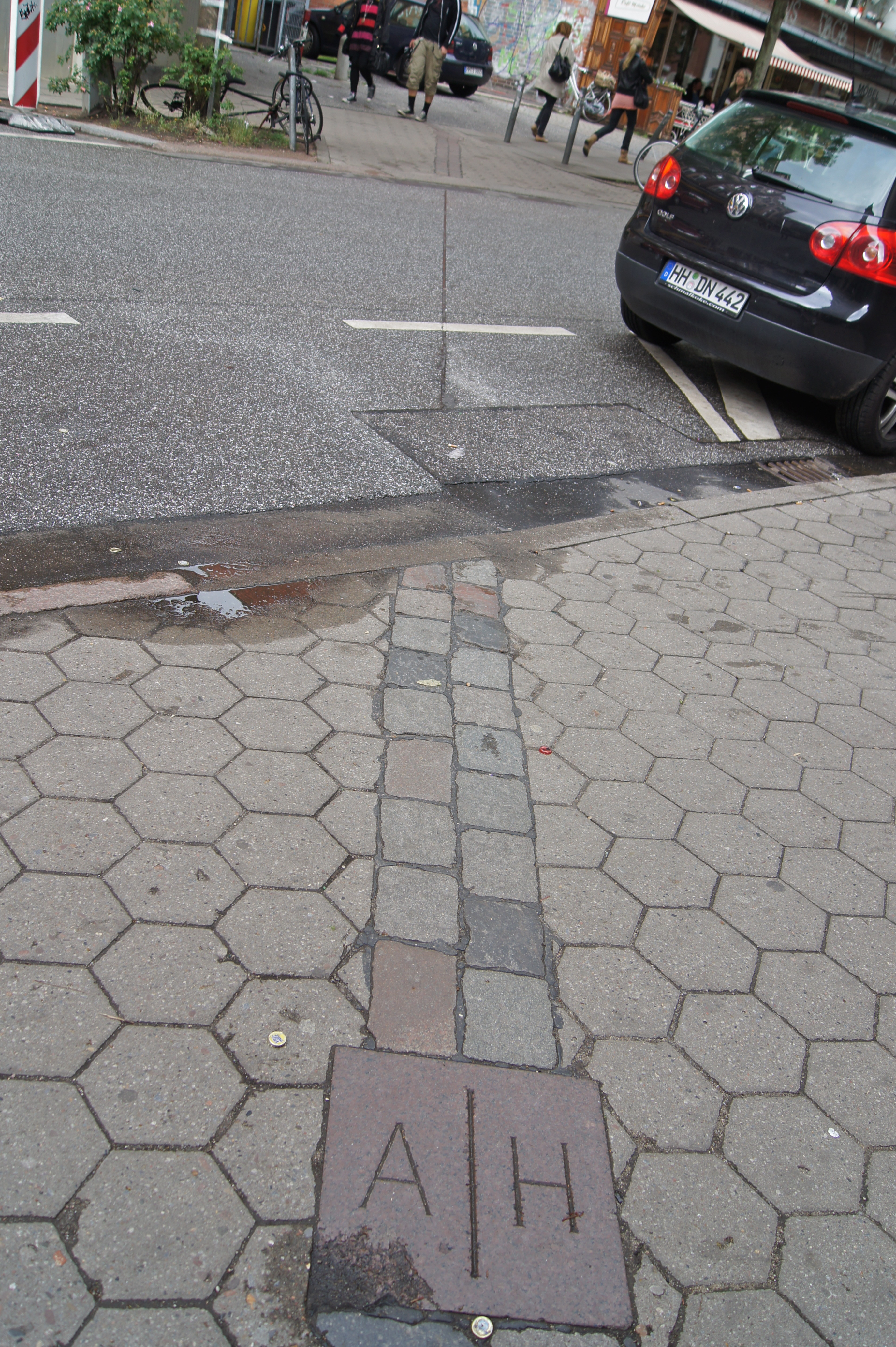
Antiga Fita a la frontera entre Altona i Hamburg al carrer Paul-Rosen-Straße a Sankt Pauli

Antany la ciutat i el ducat de Slesvig pertanyia al regne de Dinamarca. El rei Cristià IV de Dinamarca va voler crear un port per a minvar la potència econòmica d'Hamburg i va crear-lo a Altona l'any 1535 en desenvolupar un port comercial al petit veïnat (habitat des de feia molt de temps) que tenia un port pesquer poc significatiu. El 1664, el rei Frederic III va atorgar-li els drets de ciutat.
Va ser annexionada per Prússia després de la Guerra dels Ducats entre Dinamarca i Prússia de 1864 i Alemanya el 1871 sota Otto von Bismarck. El 1906, per primera vegada, el burgmestre d'Àltona, junts amb el seu col·lega de la ciutat de Wandsbek van demanar la fusió amb Hamburg. Va continuar sent una ciutat independent fins que l'any 1937 sota el règim nazi va haver de fusionar amb la ciutat d'Hamburg després de la proclamació de la llei de l'àrea metropolitana d'Hamburg. Encara avui es troben a certs carrers paviments amb la marca A|H que significa l'antiga frontera política.
La ciutat té també una importància molt gran en la història jueva. Existeix encara un antic cementiri jueu i l'ajuntament ha instal·lat al davant de l'antiga casa de la vila i actual Bezirksamt Rathaus un monument en record de la deportació dels jueus d'Hamburg. El director, Heinrich Siemss, pertanyia a la Internacional de l'ensenyament. Va influenciar el pedagog Célestin Freinet, que hi va passar el 1922. El cementiri jueu al costat del carrer Königstraße ha estat proposat com a Patrimoni de la Humanitat. L'obra de teatre de Jean-Paul Sartre, Els Segrestats d'Altona té la ciutat com decorat durant el nazisme i la postguerra com decorat i com a protagonistes personatges de l'alta burgesia mercantil, que col·laboren amb el règim per tal de salvar els seus afers.
El 1919, l'escola popular d'Altona (Altonaer Volksschule) va ser cèlebre. S'hi desenvolupava experiències de pedagogia llibertària predicant l'abolició de la relació autoritària entre l'amo i l'alumne. Hi ha d'altra banda sempre al barri un ajuntament (Rathaus), transformació de l'antiga estació d'Altona el 1898, majestuós edifici blanc que serveix de centre administratiu al Districte i a l'estiu, de vegades, de cinema. El barri va sofrir molt de l'Operació Gomorra (del 25 de juliol fins al 3 d'agost de 1943) durant la qual els aliats van destruir llargues d'Altona, punt estratègic per a la presència d'una estació de ferrocarrils important.
Els monuments el més emblemàtics d'Altona són l'església barroca de la Trinitat (St. Trinitatis) que aixeca el seu campanar sobre la ciutat i l'antic mercat de peix al barranc de l'Elba, famós pel seu mercat i els concerts gratuïts tots els diumenges de les sis a deu del matí.

## Descripció
Altona és un barri força elegant d'Hamburg, amb diversos parcs grans (el Volkspark o Parc del poble dels anys 1920, el passeig fluvial a l'antic port i la platja de l'Elba. S'hi troben una multitud de carrerons amb cases antigues, de boniques botigues i de petits restaurants.
Altona és a tocar de la Reeperbahn, el barri calent de Sankt Pauli.

## Llocs d'interès
- Casa de la Vila Altonaer Rathaus (antiga estació del ferrocarril Altona-Kiel
- Altonaer Museum
- Mercat de peix (Altonaer Fischmarkt): antic mercat de ròdols amb concerts gratuïts el diumenge al matí
- El Cementiri Jueu (proposat com a Patrimoni de la Humanitat)
- Altonaer Teatre
- El passeig fluvial a la riba de l'Elba
- El festival cultural «Altonale» cada any als mesos de maig-juny.[4] amb exposicions, teatre, teatre del carrer, joglars...

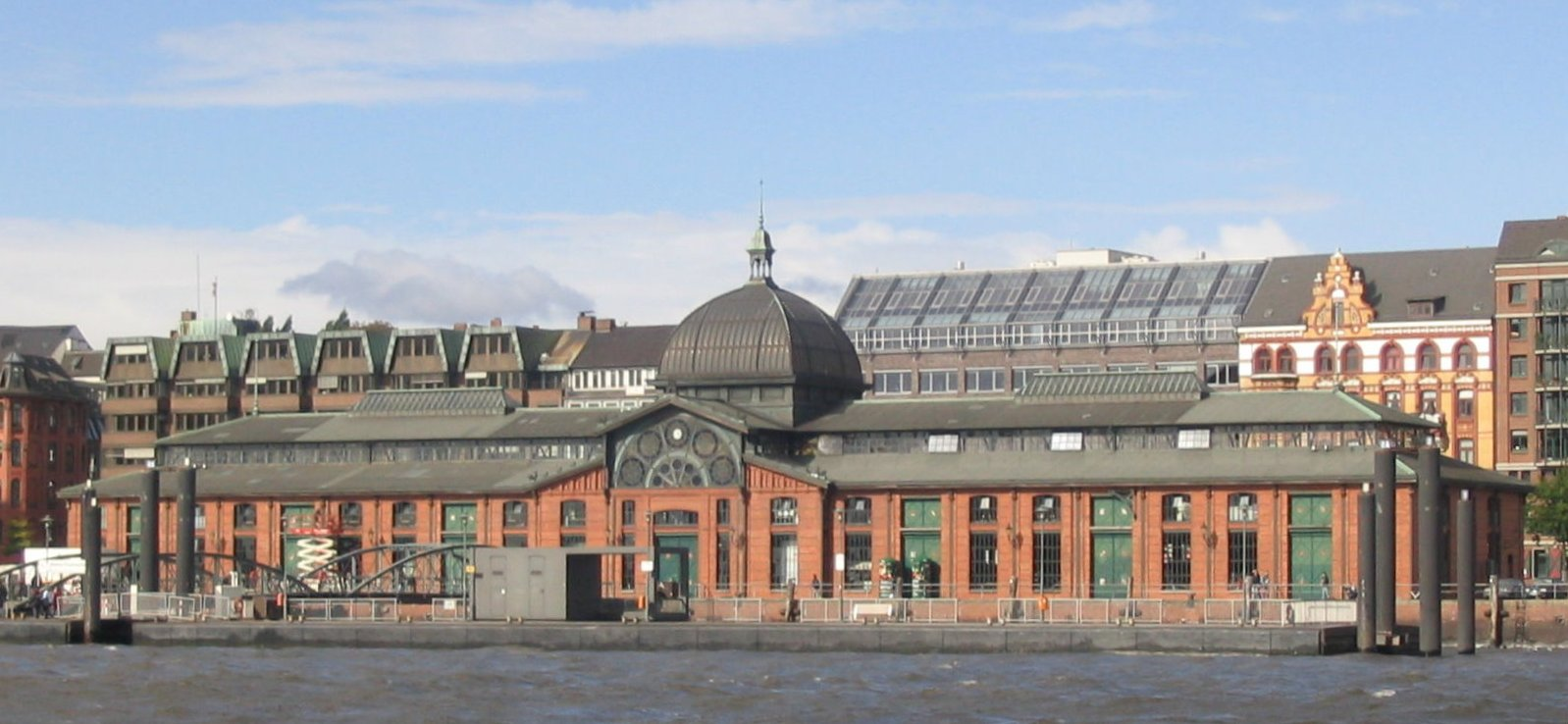
Mercat de peix vist des de l'Elba
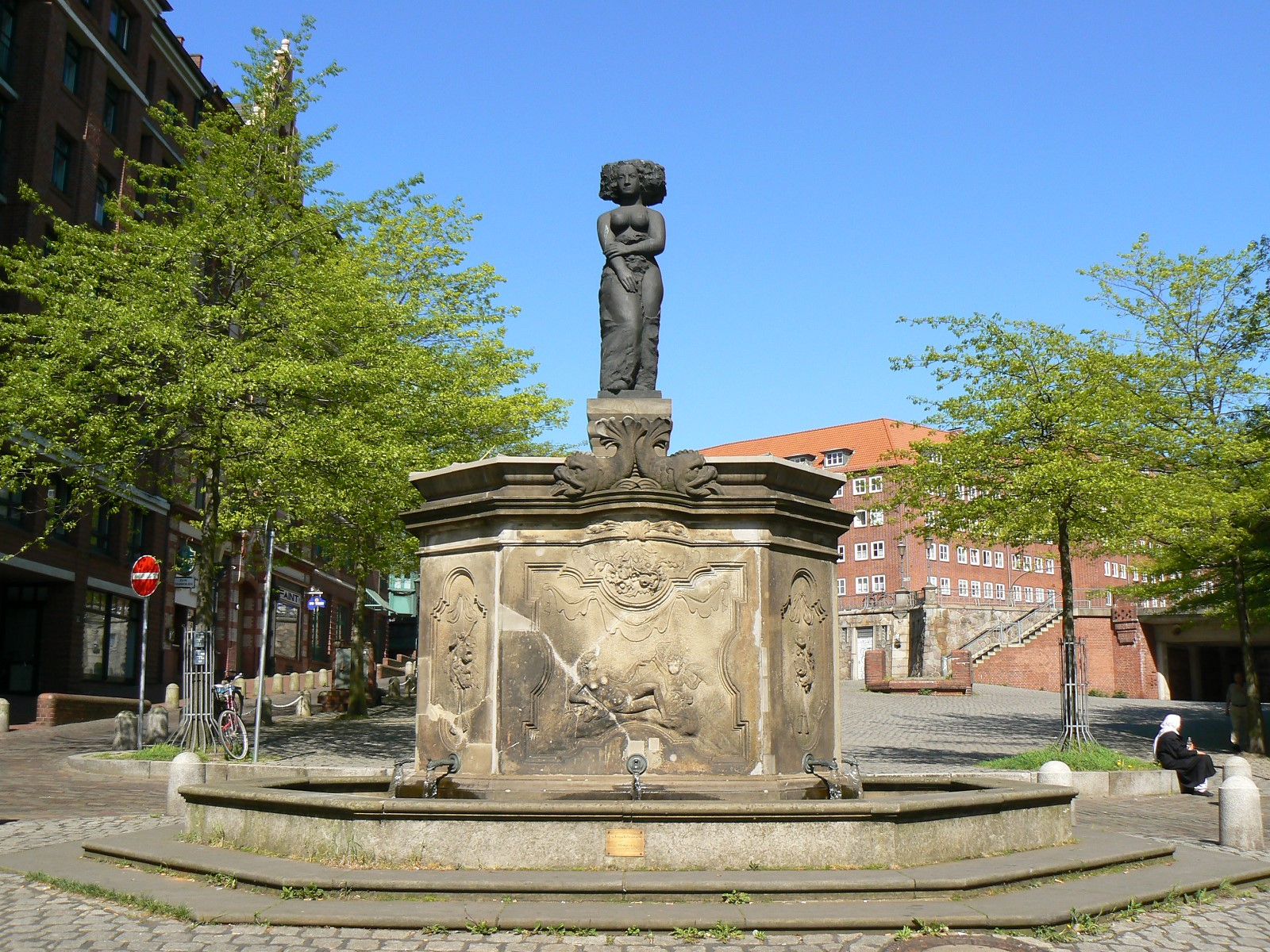
Font Minerva al Mercat de Peix
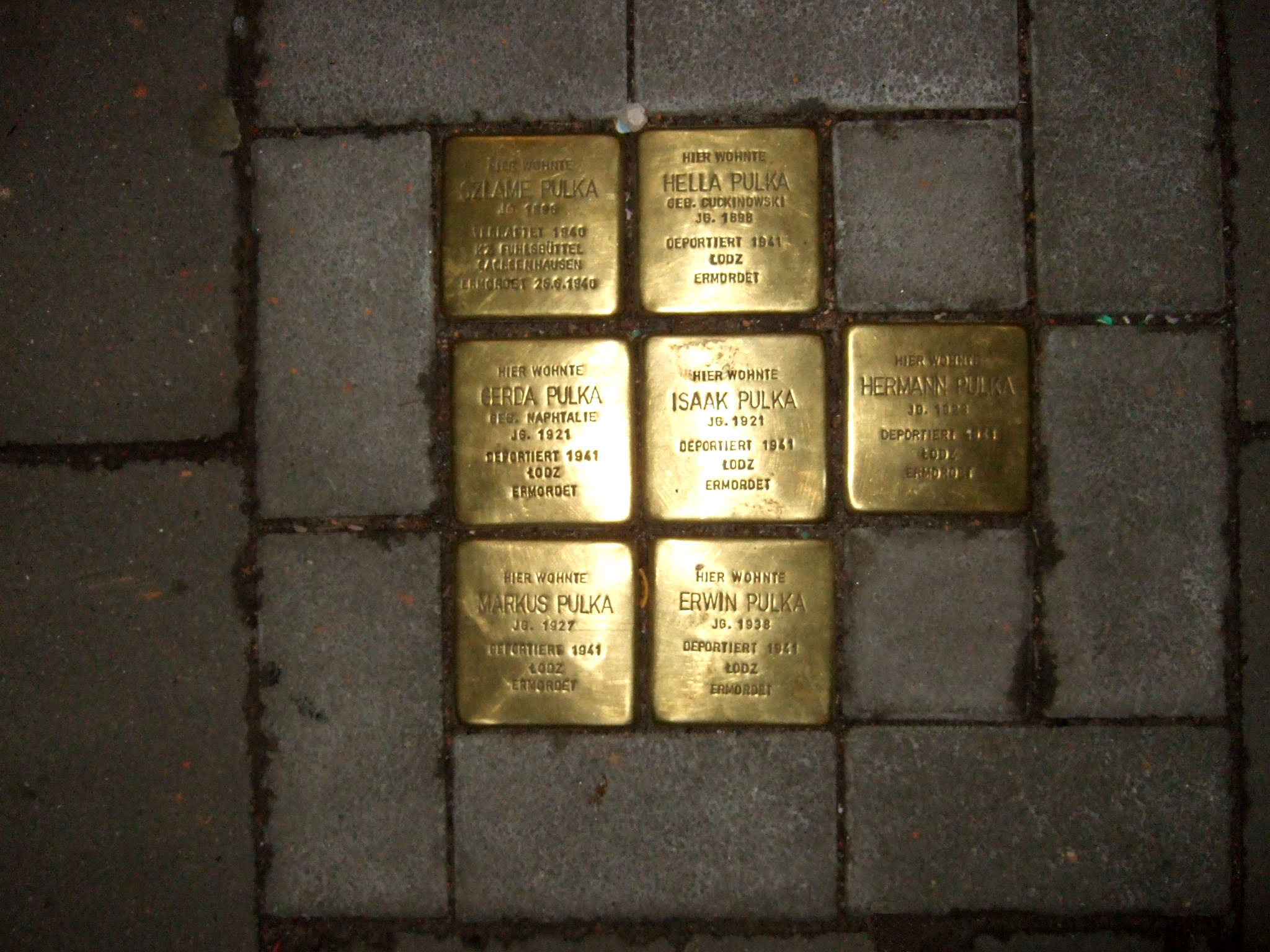
Stolpersteine per a la família Pulka, exterminada pels Nazis
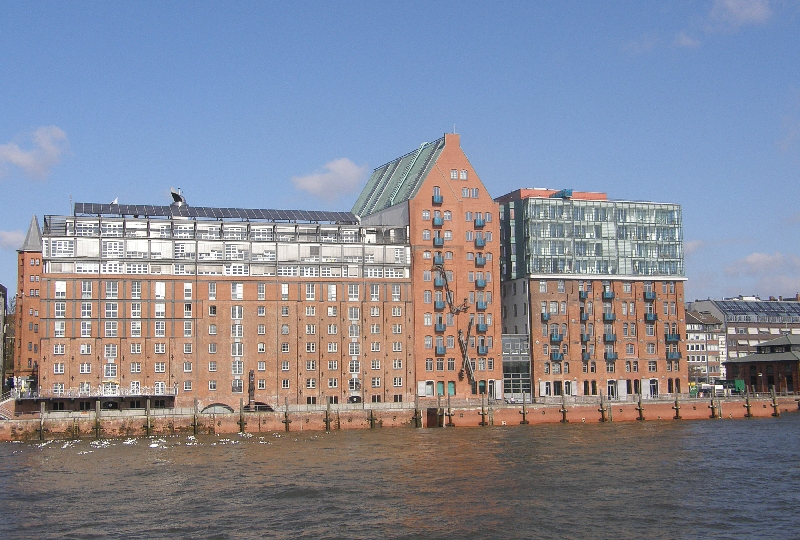
Antic magatzem al passeig de l'Elba (transformat en pisos)
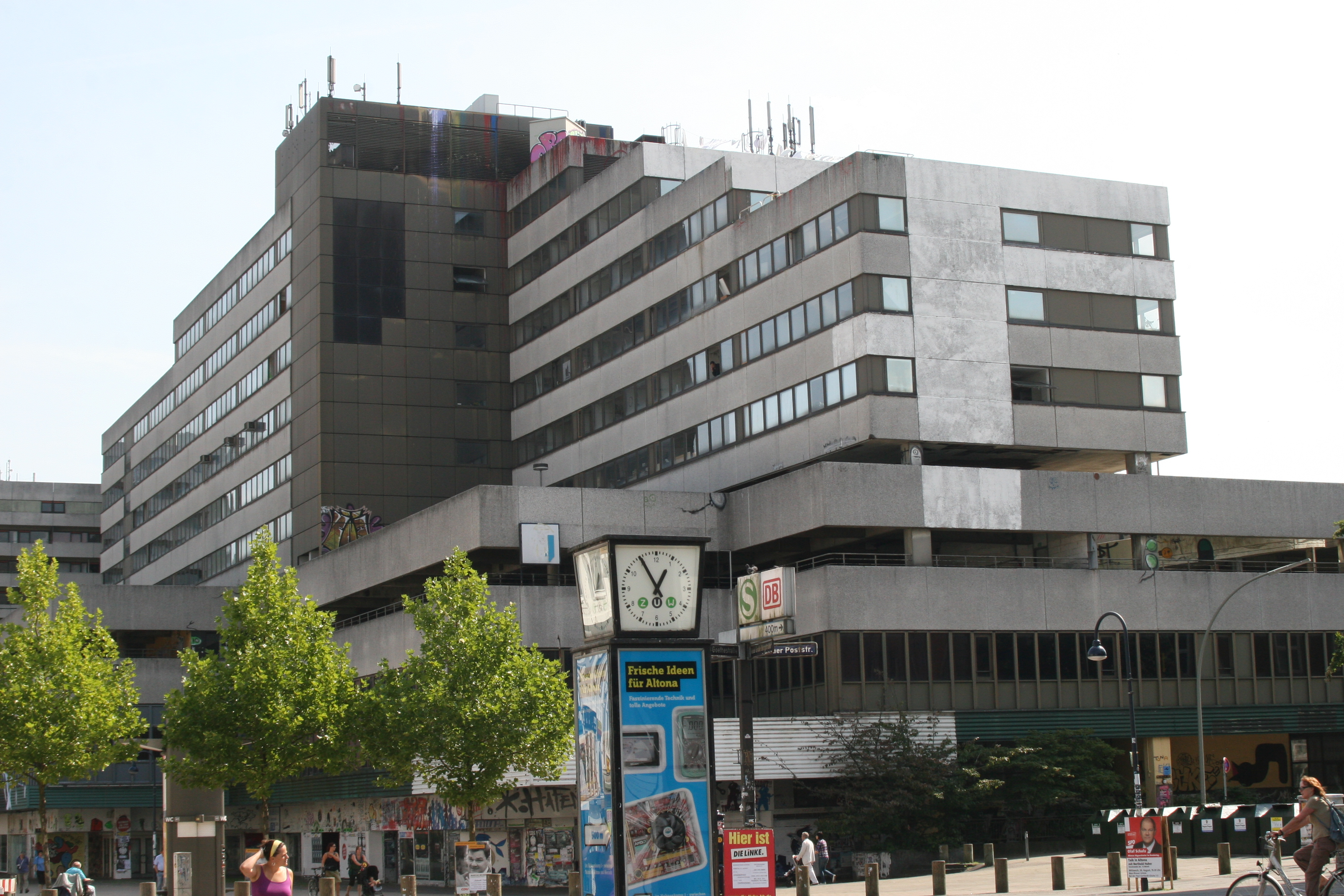
Edifici Frappant, arquitectura brutalista (en via d'enderroc)
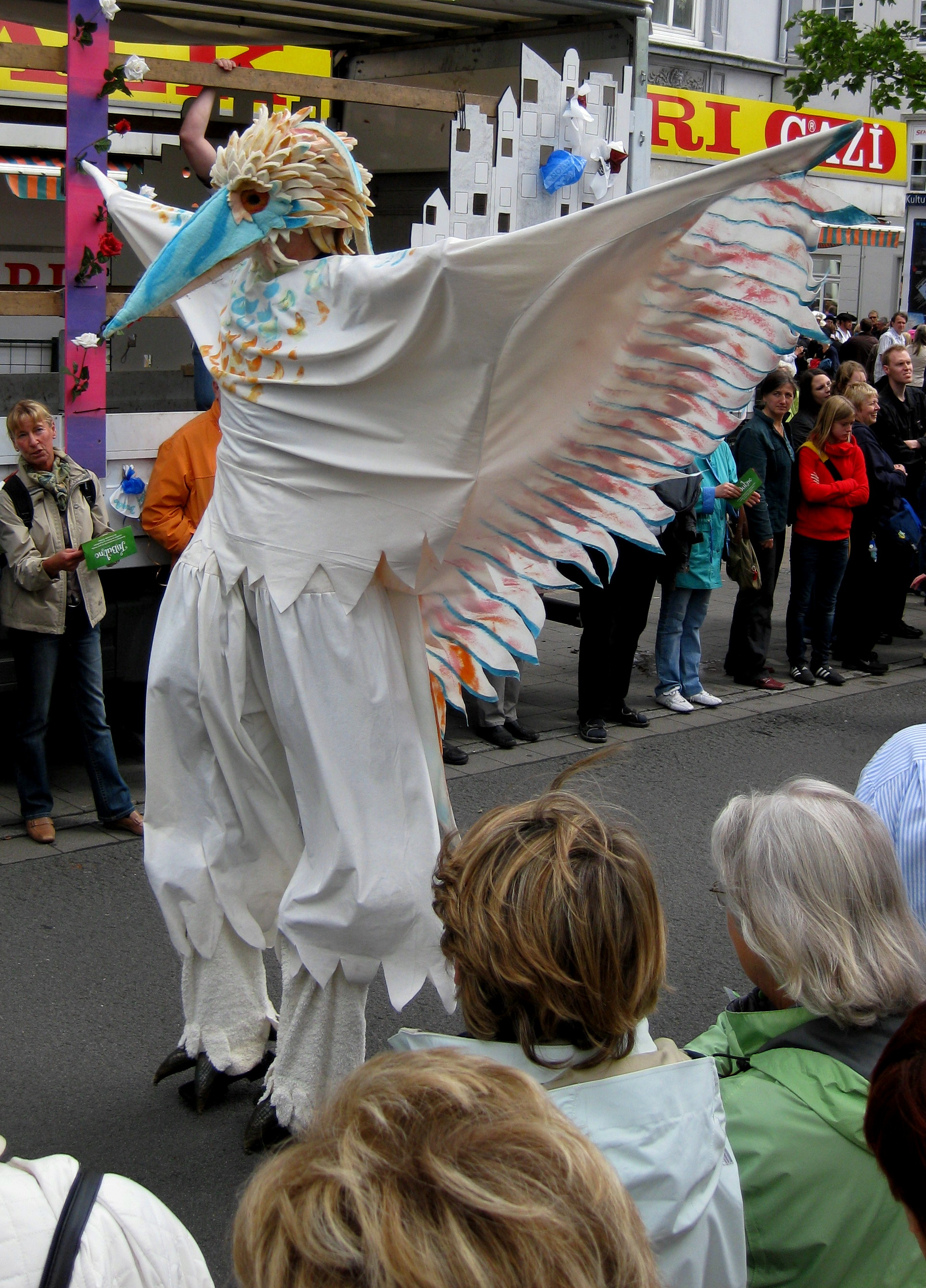
L'Altonale (2009)

## Altonencs famosos
- Axel Springer (1912-1985), empresari i editor de diaris
- Jonathan Eybeschutz (1690-1764), rabí
- Heinrich Ernst Kayser (1815-1888), violinista i compositor
- Christoph E F Weyse (1774-1842), compositor
- Harry Schmidt (1894-1951), matemàtic